# Піраньї 3DD (фільм)
«Піраньї 3DD» (англ. Piranha 3D:The Sequel або англ. Piranha 3DD) — фільм жахів з елементами чорної комедії режисера Джона Гулажера, продовження фільму Олександра Ажа «Піраньї 3D» (2010). Офіційна прем'єра фільму відбулася в Україні в серпні 2012, перший реліз на DVD надійшов у продаж в 3 кварталі 2012.

## Зміст
Фільм починається з попереднього фільму, коли школярі та студенти, які відпочивали на озері Вікторія, стали жертвами піраній. Відтоді минув рік ; пляж і озеро давно закриті і занедбані. Тим часом два фермери, Клейтон і Мо, виявляють в озері мертву корову, яка пускає гази. Клейтон підносить запальничку до заду корови, і корова вибухає. Звідти вилітає зграя піраній, яка накидається на Клейтона і Мо ; вони обидва гинуть.
Подальша дія фільму розгортається в аквапарку «Великий і мокрий», який є дуже популярним серед молоді завдяки еротичним нововведенням. Його господинею є головна героїня фільму, Медді, але заправляє всім її цинічний і жадібний вітчим Чед.
Подруга Медді, Ешлі, і її хлопець Тревіс вирішують зайнятися коханням у фургоні. Дівчина приковує молодої людини наручниками до ніжки стільця. А фургон, за сумною випадковості, злітає прямо в озеро. Ешлі вдається вибратися через вікно, вона підіймається на верхівку фургона і кличе на допомогу. Але Тревіса вже заживо з'їдають доісторичні піраньї. Через кілька хвилин дівчина сама стає жертвою кровожерливих риб, її криків ніхто не чує.
Наступного ранку поліція витягає фургон, але всередині нікого. Шелбі, подруга Ешлі, сильно засмучується і йде до озера. Вони з Медді, сидячи на пірсі, розмовляють до душі, але раптово на них нападають піраньї, проте дівчатам вдається врятуватися; на березі вони вбивають одну піранью і забирають її. Дівчина в компанії Баррі (однокласника Медді, таємно закоханого в неї) та поліцейського Кайла приходить до іхтіолога Карла Гудмана, який вивчає цей вид: він розповідає їм про небезпеку потрапляння риб через труби до аквапарку. Медді та Баррі змушені досліджувати озеро, на них знову нападають піраньї, але їм вдається вибратися живими.
І ось настає відкриття аквапарку. Один із відвідувачів — помічник шерифа Феллон, який минулого року врятував не одне життя біля озера Вікторія, але через тяжкі травми втратив обидві ноги. Разом з Ендрю Каннінгемом він намагається подолати страх води.
Щоб швидше наповнити басейн, Чед викачує воду з озера, даючи можливість піраньям потрапити на територію аквапарку. Чед категорично відмовляється закривати аквапарк і заспокоює Медді, що нічого не станеться. Однак піраньї потрапляють у басейни, і починається жах.
Бачачи те, що відбувається, Чед намагається виїхати на машині, але не помічає попереду перешкоду — туго натягнута мотузка відрізає йому голову. Фелон намагається врятувати людей за допомогою одного з протезів, переробленого у вогнепальну зброю. Баррі відключає насоси басейну, і Медді не може вибратися з води; вона просить допомоги у Кайла, але той у паніці тікає.
Баррі кидається у воду, хоч не вміє плавати. Але йому дивом вдається винести дівчину з води, вбивши піранью тризубом. Тим часом Кайл наважується стрибнути у воду, щоб урятувати Медді, але зауважує, що Баррі вже врятував її. У цей момент насоси аквапарку вибухають від займання палива, влаштованого другом Баррі. Від вибуху гинуть і піраньї, і Кайл, котрому пробило голову тризубцем.
Незабаром Медді дзвонить Карл Гудман і каже, що піраньї еволюціонують і тепер можуть ходити (піранья, що зберігалася у Гудмана, втекла). Медді відповідає, що вона в курсі, тому що бачить, як піранья виповзає з води. До неї підбігає хлопчик і починає знімати рибу на камеру. Піранья стрибає на нього і відкушує йому голову. Під час титрів з'являються невдалі дублі.

## Ролі
| Актор              | Роль                    |
| ------------------ | ----------------------- |
| Даніель Панабейкер | Медді                   |
| Метт Буш           | Баррі                   |
| Девід Кокнер       | Чет                     |
| Кріс Зілка         | Кайл                    |
| Катріна Бовден     | Шелбі                   |
| Гері Б'юзі         | Клейтон                 |
| Крістофер Ллойд    | Карл Гудман             |
| Вінг Реймс         | заступник шерифа Феллон |
| Адріан Мартінес    | Великий Дейв            |
| Ірина Вороніна     | Кікі                    |
| Девід Гассельгофф  | у ролі самого себе      |

## Знімальна група
- Режисер — Джон Гулажер
- Сценарист — Маркус Данстен, Патрік Мелтон
- Продюсер — Марк Кантон, Джоель Сойзон, Марк Тоберофф